# Львівський національний університет природокористування
Льві́вський націона́льний університе́т природокористува́ння — один із найдавніших та найпрестижніших в Україні вищих навчальних закладів аграрної освіти, розміщений у місті Дубляни Львівської області.
Його історія розпочалася 9 січня 1856 року із відкриття рільничої школи під патронатом Галицького господарського товариства.
Суттєво пошкоджений внаслідок ворожої атаки дронів 1 січня 2024 року.

## Історія

### Заснування сільськогосподарської школи (1856—1877)
Початком історії університету було відкриття 9 січня 1856 року Вищої рільничої школи. Кошти для її будівництва та функціонування були залучені Галицьким господарським товариством. Заснування школи мало на меті посприяти вдосконаленню сільськогосподарського виробництва шляхом проведення наукових дослідів та експериментів.
Аналіз діяльності Дублянської Вищої рільничої школи в перший період діяльності довів, що вона не в змозі задовольнити вимоги сільськогосподарського виробництва. Саме це стало поштовхом до реформування сільськогосподарської освіти в краї. Першими студентами школи були 24 учні, вони вчились платно, однак кращі з них отримували стипендії, першим директором школи став Еразм Лельовський, а від 1859 року Войцех Студзинський
- 1865 — розширення штату школи, будівництво двох професорських будинків.
- 1866 — при школі організовано курси для вчителів сільських шкіл, які б мали навчати прогресивним методам ведення сільського господарства
- 1871 — відкрито нижчу сільськогосподарську школу, яка до 1919 року діяла паралельно із вищою
- 1872 — зміна програми та терміну навчання, замість трирічного курсу запроваджується дворічна з однорічними підготовчими курсами. Статус школи був невизначеним, це був середній професійний комплекс з окремими ознаками вищої школи.
- 1877 року, 12 грудня, школа перейшла у підпорядкування Галицького крайового уряду, отримала державне фінансування. Мовою викладання на початку була німецька та польська, згодом робочою мовою сільськогосподарської школи залишилась лише польська. Навчання тривало три роки, після чого учень мав пройти дворічну практику в одному із господарств аграрного профілю та скласти письмовий та усний випускний іспит, у разі негативної оцінки випускник мав право через рік на перездачу випускних іспитів.

### Вища рільнича школа та академія рільництва у Дублянах (1878—1919)
- 1880 року Галицький сейм та Міністерство сільського господарства у Відні затвердили новий Статут школи, який включав докладний навчальний план, правила складання іспитів, отримання свідоцтв та інші документи, що регламентують роботу сільськогосподарської школи, яка перетворилась на вищий сільськогосподарський навчальний заклад.
- 1878 рік — будівництво шкільної каплиці.
- 1879 рік — будівництво цегельні (не збереглась).
- 1879—1886 — курси молодшого технічного персоналу меліораторів.
- 1881 — курс для робітників горілчаної промисловості.
- 1884 — створено контрольно-насіннєву станцію.
- 1885 року серед студентів поширились соціалістичні ідеї, відбулись збори студентів, і хоча у 1889 році дублянську групу соціалістів було розгромлено, однак в березні 1891 року школу було закрито, після чого у 1891—1892 році було запроваджено нові дисциплінарні правила, зокрема студентам було заборонено без дозволу колегії професорів вступати до будь-яких товариств та брати участь у публічних акціях.
- 1886 року закладено перше дослідне поле, де з 1891 року почато дослідження методів вирощування картоплі, поля розширено у 1894 та 1902 році, однак у 60-х роках ХХ століття їх було втрачено.
- 1888 рік — посвячено новий навчальний корпус.
- 1890 рік — заснування метереологічної станції, яка у 1893 році долучилась до метереологічної служби Австро-Угорщини.
- 1891 рік — закладено нову гуральню, що дозволило відкрити шестимісячну школу виноробів.
- 1 листопада 1894 року заселено студентами новий гуртожиток із забороною студентам мешкати за його межами. Оскільки кількість студентів зростала, то у грудні 1897 року Галицький сейм ухвалив рішення про надання гіпотетичної позики на будівництво північного крила гуртожитку.
- 1895 рік — створено ботанічно-рільничу станцію (у 1897 році перенесено до Львова) та хімічно-рільничу станцію.
- 2 липня 1901 року Галицький сейм надав Вищій школі у Дублянах статусу Рільничої академії.
- Грудень 1903 року — засновано кафедру сільської інженерії.
- 1903 рік — встановлено телеграфне та телефонне сполучення між Дублянами та Львовом.
- 1906 рік — збудовано хімічний корпус.
- 1913 рік — Галицький сейм ухвалив рішення про розширення Академії рільництва, зокрема заснування зоотехнічного інституту та перенесення Високої школи лісового господарства зі Львова до Дублян та утворення лісового факультету. Статус професора прирівняно до університетського, зросла заробітня платня, поліпшено умови проживання. Однак австрійський уряд перекреслив ці плани і Рільнича академія переведена до статусу середніх шкіл, цим планам австрійського уряду завадив початок Першої світової війни.
- 1914 року через наступ російської армії процес навчання у Дублянах було перервано на один рік, у самій школі залишились лише професори Станіслав Кашиця та Ян Завідський та допоміжний персонал. Російські окупанти спробували відкрити у Дублянах російську початкову школу, однак до неї не записався жоден учень, а спроба відкрити курси вчителів російської мови не вдалася через відступ російських військ.
- Грудень 1915 року — у школі відновилось навчання, на заняття повернулось 30 студентів, ще 39 залишалось у війську.
- 1918 року професорська рада дозволила навчання у школі жінок, однак лише тих, чиї кандидатури було затверджено в індивідуальному порядку.
- У 1918 році у приміщеннях Академії на постої перебували вояки УГА.
- 8 листопада 1919 року Рада міністрів Польщі вирішила підпорядкувати Академію рільництва у Дублянах Львівській політехніці та утворити таким чином рільничий факультет.

### Рільничо-лісовий факультет при Львівській політехніці (1919—1946)
- Жовтень 1919 року — студенти-українці звернулись до шкільної влади із скаргою про дискримінацію, оскільки частка студентів непольської національності на факультеті не могла перевищувати 5 %.
- Червень 1922 року — рада факультету запровадила новий навчальний план та продовжила термін навчання до 4 років замість 3.
- 1924 рік — на факультеті діє 18 кафедр: загальної хімії, фізики, ботаніки і фізіології рослин, зоології та анатомії тварин, агрохімії та грунтознавства, економіки та права, технології рільництва, обробітку грунту і захисту рослин, відгодівлі тварин, рільничої механіки, ботаніки лісу, охорони лісу, вирощування лісу, використання лісу, впорядкування лісу, лісової інженерії, рільничої адміністрації, частина кафедр розміщувалась у Львові (суч. вул. І. Котляревського), частина у Дублянах, працювало 15 професорів звичайних та 2 надзвичайних, 6 ад'юнктів, 31 асистент та навчалось 470 студентів. Також діяли допоміжні установи: станції агрохімічна, ферментаційна, торфова, рослинництва, захисту рослин, механізації рільництва, гуральня, газовня, бібліотека, ботанічний сад, навчальне господарство, метереологічна станція.
- 1927 року факультет отримав у своє розпорядження перші два легкові автомобілі та дві вантажівки (ймовірно, один з них автобус), що дало змогу налагодити пряме сполучення між Дублянами та Львовом, а у 1938 році запроваджено приватний автобусний маршрут, який з'єднав Дубляни з головним корпусом Львівської політехніки.
- Вересень 1933 року — Міністерство релігійних визнань і народної освіти припинило діяльність лісового відділу, у липні 1934 року ліквідувало рільничий відділ, офіційно — через брак коштів. Однак професорам факультету вдалось домоглися відновлення діяльності лісового відділу.
- Жовтень 1939 року — після утвердження радянської влади у Західній Україні Львівську політехніку було перейменовано у Львівський політехнічний інститут, також зміни розпочались і на рільничо-лісовому факультеті. Зокрема політкомісар інституту Юсімов скасував викладання 25 предметів, у тому числі на факультеті припинено викладання правничих наук, аграрного законодавства, кадастру, сільськогосподарських кооперативів та громадську агрономію, інструкцій для фільварків та торгівлі сільськогосподарською продукцією на зовнішніх ринках. Натомість тепер студенти мали вивчати марксизм-ленінізм.
- У цей же період передбачено перехід на 5-річний цикл навчання, перехід на українську мову, однак на практиці це виявилось нереальним, оскільки викладачі не знали української.
- Червень 1941 року — у зв'язку з німецькою окупацією припинилось навчання, а корпуси Львівської політехніки перетворено на військові шпиталі. У зв'язку з тим, що внаслідок війни було втрачено чимало фахівців німецька влада була вимушена запровадити низку фахових курсів, які розміщались у приміщеннях вищих шкіл відповідного профілю, там працювали їхні ж викладачі, однак статусу вищих шкіл вони вже не мали. Зокрема у квітні 1942 року у Дублянах почав працювати Львівський сільськогосподарський інститут, мова викладання — німецька.
- Січень 1944 року — навчання у Дублянах знову припиняється, приміщення займають військові.
- Жовтень 1944 року — Львівська політехніка поновила свою роботу, зокрема у її складі окремо діяли сільськогосподарський та лісовий факультети. Деканом сільськогосподарського факультету став професор Шимкевич, діяло 9 кафедр: рослинництва і рільництва, грунтознавства та агрономії, селекції, генетики та насінництва, скотарства, технології сільськогосподарських продуктів, механізації сільського господарства, плодівництва, зоології, організації та економіки сільського господарства.

### Львівський сільськогосподарський інститут (1946—1996)
- Вересень 1946 року — рільничо-лісовий факультет виведено із складу Львівського політехнічного інституту та утворено Львівський сільськогосподарський інститут, а його керівником став Яків Григорович Левченко, однак через брак приміщень доводилося використовувати можливості Львівського політехнічного інституту. У ньому утворено факультети агрономічний, плодоовочевий, лісогосподарський, механізації сільського господарства та землевпорядний з відділом геодезії. Також на всіх факультетах була передбачена заочна форма навчання. На перший курс у 1946 році було прийнято 250 студентів на стаціонарне навчання та 100 — на заочне. Також сільськогосподарський інститут отримав навчальне господарство у Дублянах та лісове у Янові. У 1947—1948 навчальному році в інституті працювало 89 викладачів, у тому числі 1 професор-доктор, 2 професори, 15 доцентів, кандидатів наук, 3 доценти, 20 старших викладачів, 48 асистентів.

- 1 вересня 1948 року — лісогосподарський факультет реорганізовано у лісомеліоративний, а 16 вересня 1954 його навчальну базу передано Львівському лісотехнічному інституту.

- 1948 року Сільськогосподарський інститут отримав корпус на площі Святого Юра, чим позбувся залежності від Львівського політехнічного інституту.

- У 1948—1949 роках за безідейність у науковій роботі було звільнено завідувачів кафедр тваринництва В. П. Щербину та селекції насінництва О. І. Журбіна, 29—30 вересня 1948 року відбулося розширене засідання Ради інституту з обговорення промови академіка Трохима Лисенка, який назвав антинауковими теорії Менделя, Моргана, Вейсмана щодо спадковості та мінливості організмів, натомість возвеличувались радянські теорії Лисенка, Мічуріна.

- Станом на 1 лютого 1952 року працювало 7 факультетів: агрономічний, плодоовочевий, лісомеліоративний, економіки та організації сільського господарства, механізації сільського господарства, електрифікації сільського господарства, землевпорядний. Загалом в інституті навчалося 1368 студентів, причому більшість у Львові — 1018 і лише 350 — в Дублянах.

- Лютий 1950 року — започатковано одномісячні курси підвищення кваліфікації для голів колгоспів, згодом на їх базі створено окремий факультет.

- 1963 рік — інститут переведено в підпорядкування Міністерства сільського господарства СРСР де було створено Головне управління вищої і середньої сільськогосподарської освіти.

- 1965 року Інститут повністю перебазувався у Дубляни.

- 1990 року в інституті працювало 16 докторів наук та професорів, 196 доцентів та кандидатів наук, 128 старших викладачів, викладачів та асистентів без наукових звань, на стаціонарній та заочній формі навчалось 6000 студентів, при цьому розподіл між стаціонарною та заочною формою був майже один до одного.

- 5 вересня 1996 року на базі Львівського сільськогосподарського інституту утворено Львівський державний аграрний університет.

### Університет у ХХІ століття
- 2004 року студенти та викладачі університету активно підтримали Помаранчеву революцію[4].
- 13 серпня 2021 року Міністерство освіти своїм наказом N808 перейменувало Львівський національний аграрний університет на Львівський національний університет природокористування[5].

У вересні 2024 року Міністерство освіти ти науки України вирішило реорганізувати університет, приєднавши його до Львівського університету ветеринарної медицини та біотехнологій. 

## Загальні дані
За результатами 2006/2007 навчального року Львівський національний університет природокористування у рейтингу Міністерства освіти і науки України посів друге місце у своїй групі. Найвищими оцінками експерти оцінили рівень міжнародної та національної презентації університету, його фінансові ресурси, навчальну і соціальну інфраструктуру.
Львівський національний університет природокористування — сучасний навчальний заклад. У ньому навчається понад 18 тисяч студентів. На шести факультетах вони здобувають знання з 18 спеціальностей і 40 спеціалізацій. Усім, хто цього потребує, надається місце в одному з 6 гуртожитків університету. У них створено усі умови для навчання, проживання та активного дозвілля.
Студенти мають можливість отримати другу вищу освіту за принципом паралельного або післядипломного навчання. Відбувається також підготовка фахівців на замовлення юридичних та фізичних осіб — суб'єктів виробництва і підприємництва. Університет має сучасну матеріально-технічну базу та відповідні науково-дослідні структури для того, щоб успішно займатися науково-дослідною роботою на сучасному рівні. Нині у Львівському національному університеті природокористування діє три музеї — Степана Бандери, Євгена Храпливого та Музей історії Львівського національного університету природокористування.

## Ректори та керівники Університету

### Директори Високої рільничої школи та Академії рільництва в Дублянах
- Лельовський Еразм (1855—1856)

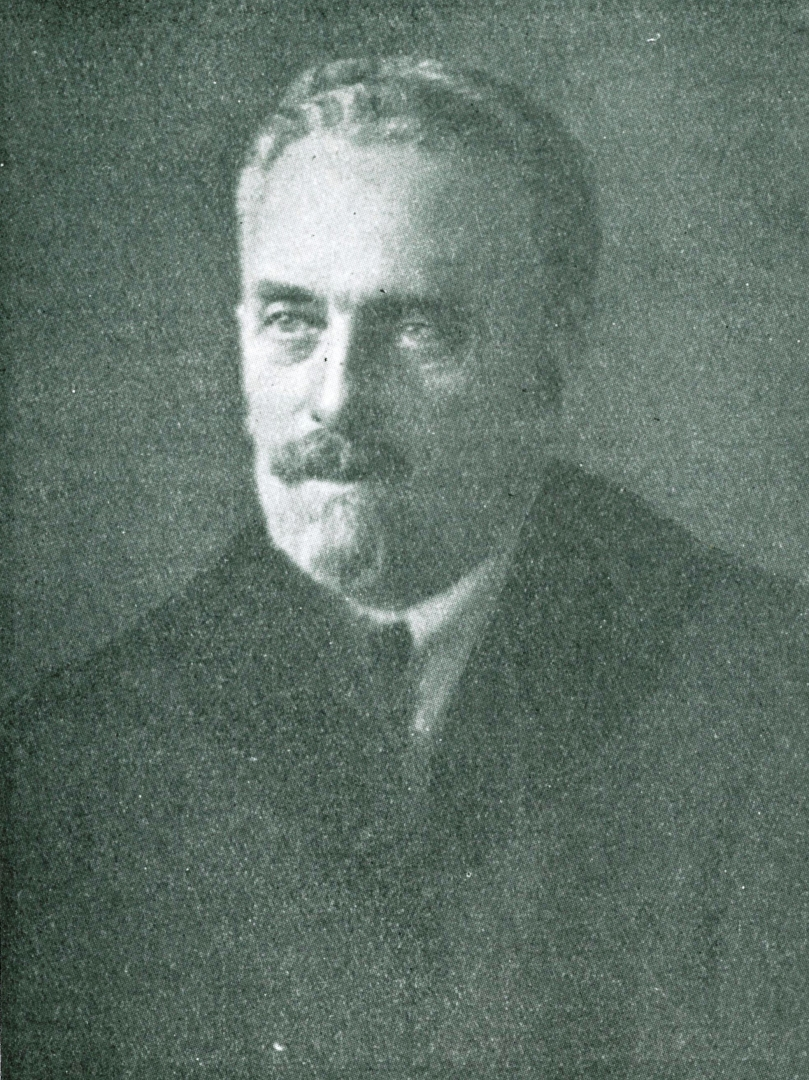
Стефан Павлик — директор Академії рільництва та ректор Львівської політехніки

- Жельковський Максиміліан (1856—1859)
- Студзинський Войцех (1859—1862)
- Паньковський Казімеж (1862—1867)
- Струсевич Зигмунд, директор (1867—1877)
- Ау Юліуш (1877—1878)
- Любомемський Владислав (1878—1894)
- Фроммель Юліуш (1894—1906)
- Мікульовський-Поморський Юзеф (1906—1911)
- Мічинський Казимир (1911—1918)
- Павлик Стефан (1918—1919), у 1920—1921 роках він був ректором Львівської політехніки

### Декани рільничо-лісового факультету Львівської політехніки
- Павлик Стефан (1919—1920)
- Мальсбург Кароль (1920—1921)
- Клеменсевич Зигмунд (1921—1922)
- Каро Леопольд (1922—1923)

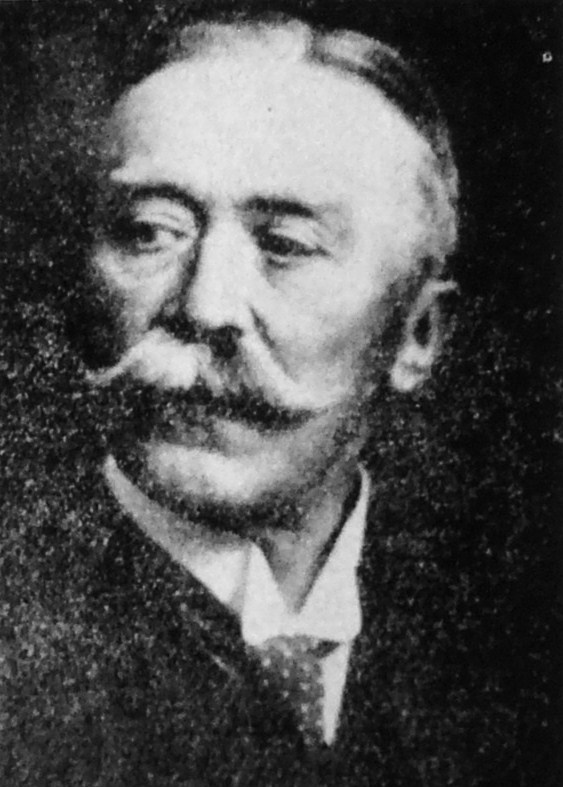
Кароль Мальсбург, професор агрономії і тваринництва

- Сухарда Едвард (1923—1924), у 1937—1939 роках обіймав посаду ректора Львівської політехніки
- Вєрдак Шимон (1924—1925)
- Йошт Адольф (1925—1926), у 1936—1937 роках обіймав посаду ректора Львівської політехніки
- Козіковський Олександр (1926—1927)
- Ляденберген Ян (1927—1928)
- Шимкевич Дезидерій (1928—1929)
- Ружицький Кароль (1929—1930)
- Фулінський Бенедикт (1930—1931)
- Губицький Станіслав (1931—1932)
- Гурський Генрих (1932—1933)
- Малярський Тадеуш (1933—1935)
- Ляденберген Ян (1935—1936)
- Сухецький Казимир (1936—1937)
- Мусерович Аркадій (1937—1938)
- Плажек Едвін (1938—1939)
- Губицький Станіслав (1939—1940)
- Свентовський Болеслав (1940—1941)
- 1941—1944 — Львівська політехніка та факультет не працювали
- Шимкевич Дезидерій (1944—1945)
- Левченко Яків (1945—1946)[7]

### Ректори

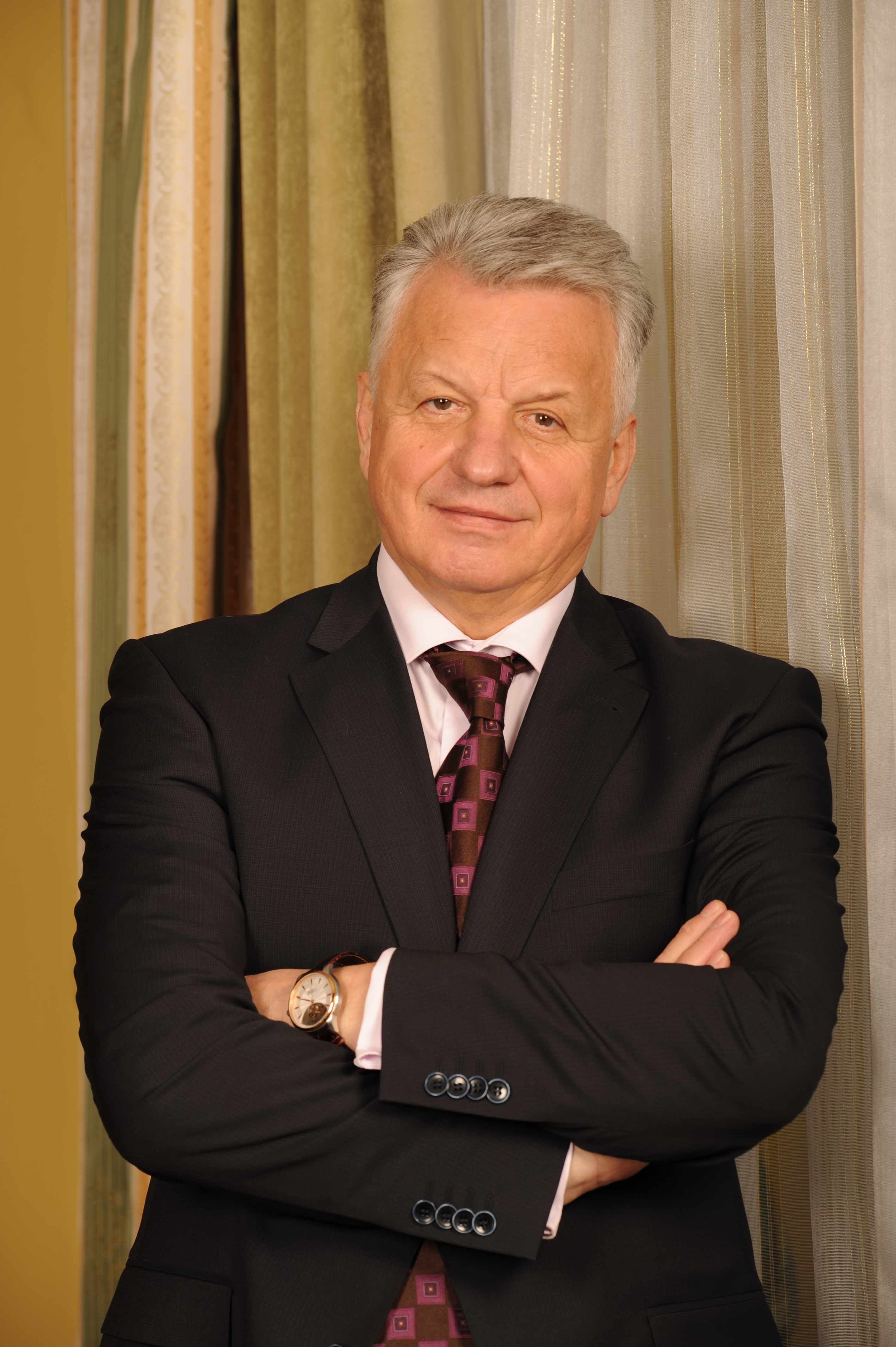
Володимир Снітинський

- Третяков Володимир Федосійович — професор, доктор економічних наук, ректор у 1947—1959 рр.
- Гончар Михайло Тимофійович — професор, кандидат сільськогосподарських наук, ректор у 1960—1988 рр.
- Тринько Роман Іванович — академік УААН, доктор економічних наук, ректор у 1989—1998 рр.
- Снітинський Володимир Васильович — доктор біологічних наук, професор, академік НААНУ, ректор у 1998—2023 рр.[4]

## Факультети
- Факультет агротехнологій і екології
- Факультет будівництва та архітектури
- Факультет управління, економіки та права
- Факультет механіки, енергетики та інформаційних технологій
- Факультет землевпорядкування та туризму
- Навчально-науковий інститут заочної та післядипломної освіти

## Коледжі
- Екологічний коледж (м. Львів)[8]
- Вишнянський коледж (с. Вишня Львівського району Львівської області)
- Горохівський коледж[9]
- Золочівський коледж[10]
- Івано-Франківський коледж[11]
- Стрийський коледж[12]
- Тлумацький коледж[13]
- Чернівецький коледж[14]

## Наукова робота
В університеті проводиться інтенсивна наукова робота.
За останні роки вчені Львівського національного університету природокористування отримали 60 патентів та 54 позитивних рішення про видачу патентів, подано 56 заявок на отримання патентів.
Учені університету вивели 12 сортів картоплі, 3 сорти суниці, 2 сорти часнику та сорт топінамбуру.
Університет має сучасну матеріально-технічну базу та відповідні науково-дослідні структури для того, щоб успішно займатися науково-дослідною роботою на сучасному рівні:
- Новаційний центр
- Навчальний науково-дослідний центр
- Західний науково-дослідний центр землеустрою та земельного кадастру при ЛНУП
- Навчально-науковий інститут селекції і технології картоплі
- Навчально-науковий інститут ріпаку
- Навчально-науковий інженерно-технічний інститут
- Науково-дослідний інститут архітектури і будівництва
- Навчально-науково-дослідний інститут економіки АПК при ЛНУП
- 6 науково-навчальних лабораторій
- експериментально-механічна майстерня
- технічно-технологічний парк
- студентське проектно-технічне бюро.

ЛНУП тісно співпрацює з науковими інституціями України, Польщі, Чехії, Словаччини, Англії, Німеччини, США. Організовують спільні наукові конференції, відбувається обмін студентами. Усі науково-педагогічні працівники Львівського національного університету природокористування систематично проходять стажування у США, Німеччині, Польщі, Франції, Ізраїлі.
Працює студентське наукове товариство, при усіх кафедрах створено студентські наукові гуртки. Щороку відбуваються студентські наукові конференції. На них студенти доповідають про результати своїх наукових досліджень.

## Наукова бібліотека
Наукову бібліотеку Львівського національного університету природокористування засновано одночасно із створенням сільськогосподарської школи у Дублянах, спочатку це була невелика книгозбірня, однак вже у 1901 році її фонди охоплювали майже 6000 примірників книг сільськогосподарської тематики. Від польського періоду бібліотека успадкувала близько 10000 примірників книг, у тому числі рідкісні видання XVIII, ХІХ та першої половини ХХ століть, колекції з приватних книгозбірень та архівів шляхетних осіб з гербами та екслібрисами на титульних сторінках, зокрема «Економічну енциклопедію загальних систем» у 130 томах (1780—1820), словник Брокгауза (1890), «Енциклопедію з загальних питань лікування та утримання тварин із залученням певних дисциплін та спеціальної етимології» (Кох Альоїз, Відень, Ляйпціг, 1890) та ряд інших унікальних видань.
Наукова бібліотека академії є однією з найбільших галузевих книгозбірень у Західній Україні, її фонди нараховують близько 550 000 примірників книг, зокрема майже 210000 наукової та понад 220000 навчальної літератури, щороку вона отримує понад 200 назв періодичних видань.

## Навчання
Навчання проводиться в трьох формах навчання: денна форма навчання; заочна форма навчання; дистанційна форма навчання, за такими освітньо-кваліфікаційними рівнями бакалавр, спеціаліст, магістр. В університеті активно працюють магістратура, аспірантура, докторантура та спеціалізовані ради з захисту кандидатських і докторських дисертацій.
Для навчання студентів створено усі необхідні умови. У 2006 році Львівський національний університет природокористування один з перших в Україні запровадив кредитно-модульну систему навчання, яка відповідає вимогам Болонської декларації.

## Студентське життя

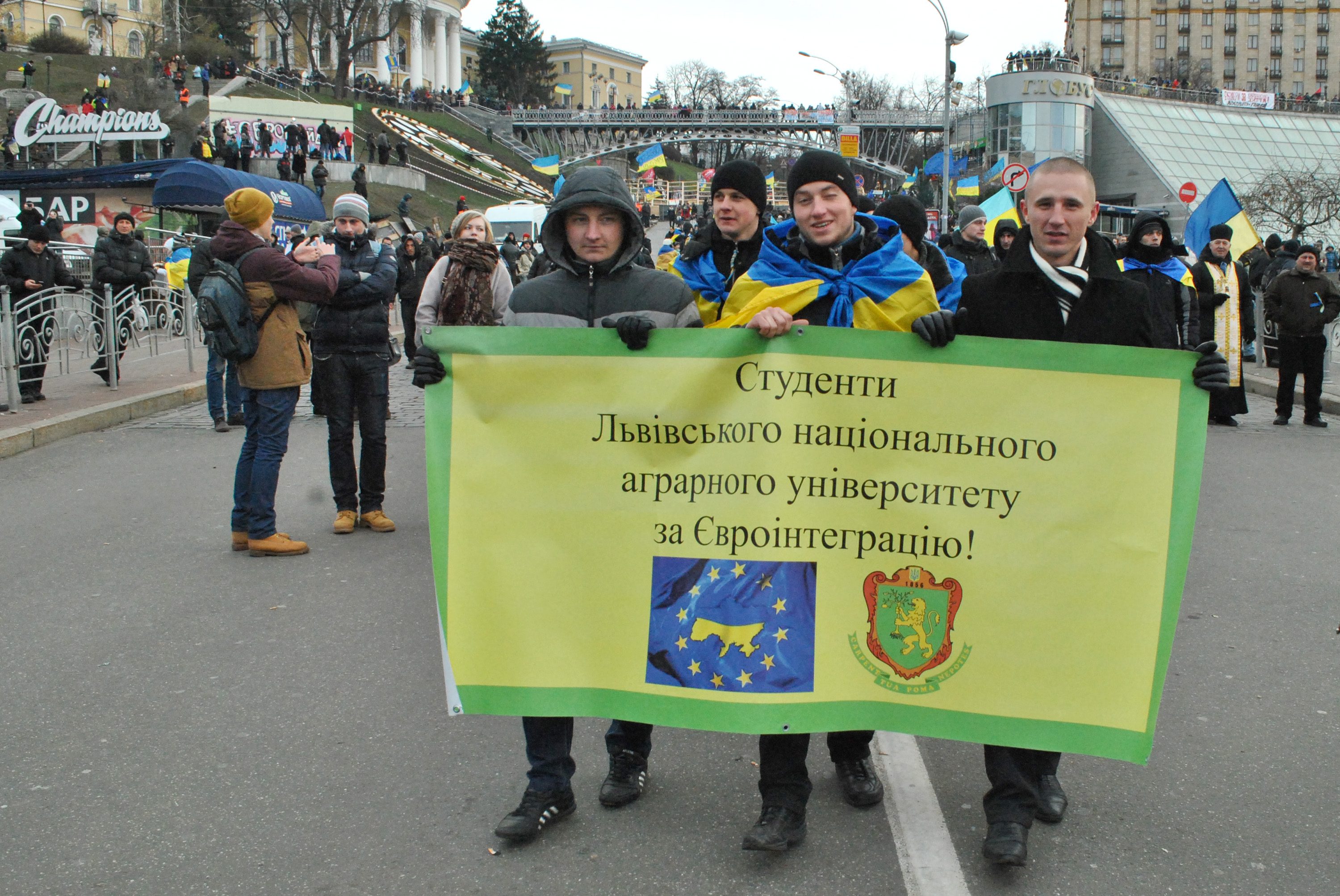
Студенти університету під час Євромайдану в Києві 3 грудня 2013 року

Студенти ЛНУП є активними в політичному, мистецькому та спортивному житті Львова та України.
У студентському містечку ЛНУП діє народний дім «Просвіта». Тут працюють відомі мистецькі колективи, різноманітні студентські гуртки художньої самодіяльності. Серед студентів університету — чимало відомих спортсменів всеукраїнського та світового рівня.

## Видатні науковці та викладачі
- Айдукевич Казимир
- Базарник Іван Васильович
- Бомба Мирослав Ярославович
- Вердак Шимон
- Гіліс Михайло Борисович
- Гнідець Богдан Григорович
- Гоголєв Іван Миколайович
- Головчук Андрій Федорович
- Губені Юрій Едвардович
- Западнюк Гнат Павлович
- Кияк Григорій Степанович
- Клименко Федір Єлисейович
- Ковальчик Юрій Іванович
- Кучер Володимир Антонович
- Медиковський Микола Олександрович
- Олеськів Йосип
- Рациборський Мар'ян
- Ромер Евгеніуш Миколай

- Семкович Олександр Дмитрович
- Стись Вінсент
- Сявавко Мар'ян Степанович
- Фененко Анатолій Іванович
- Храпливий Євген Васильович
- Шувар Іван Антонович[16]

## Відомі випускники
- Бандера Степан Андрійович
- Грицак Андрій Олексійович
- Дорош Йосип Мирославович
- Дусановський Степан Львович
- Порошенко Олексій Іванович
- Федько Василь Іванович
- Юрга Андрій Володимирович
- Анна Мауріціо — швейцарський ентомолог

## Архітектура та пам'ятники

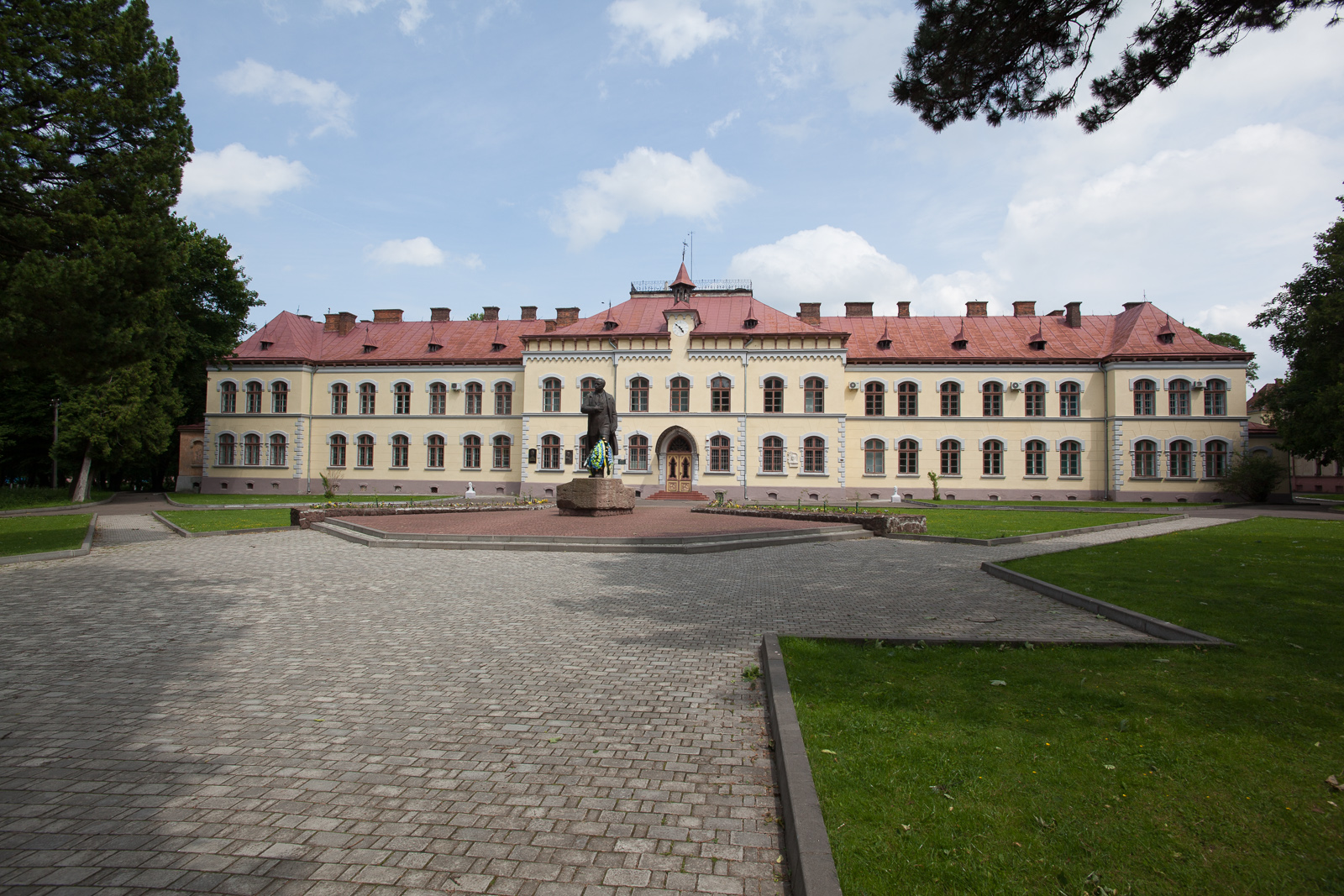
Пам'ятник Степанові Бандері перед старим корпусом Університету в Дублянах

5 жовтня 2002 року перед колишнім головним корпусом Академії встановлено пам'ятник Степану Бандері, який був студентом навчального закладу, автори пам'ятника скульптори Ярослав та Володимир Лози, архітектори Микола Шпак та Володимир Блисюк.

### Старі корпуси університету (поч. XXст.)
Ряд будівель, які належать зараз Університету природокористування, або ж використувувались нею раніше мають статус пам'яток архітектури. Зокрема це будівлі сучасних Землевпорядного факультету, лікарні, механічної майстерні, кафедри механіки переробки і зберігання с.г. продукції та інші.

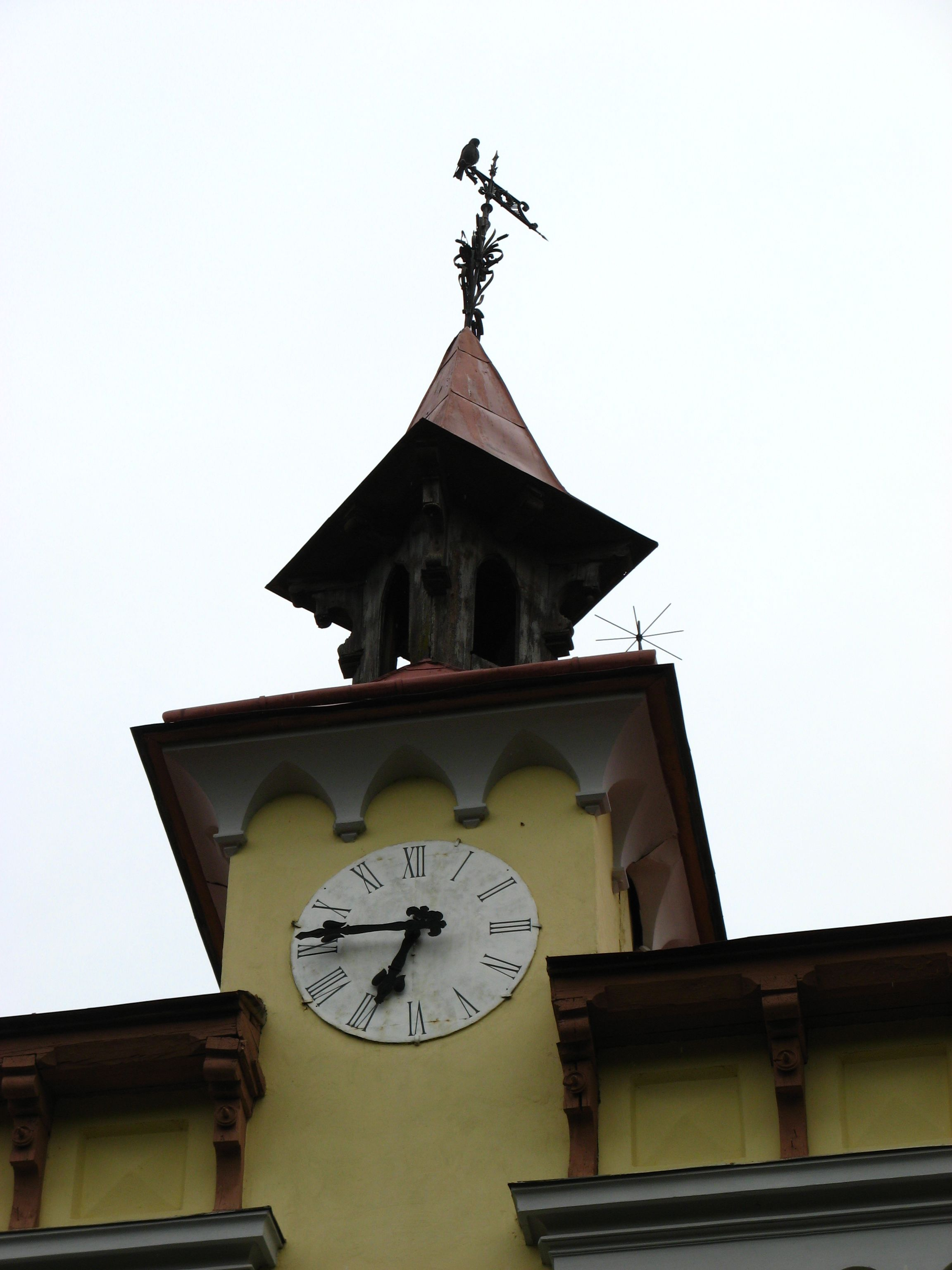
Сиґнатурка і годинник над головним корпусом
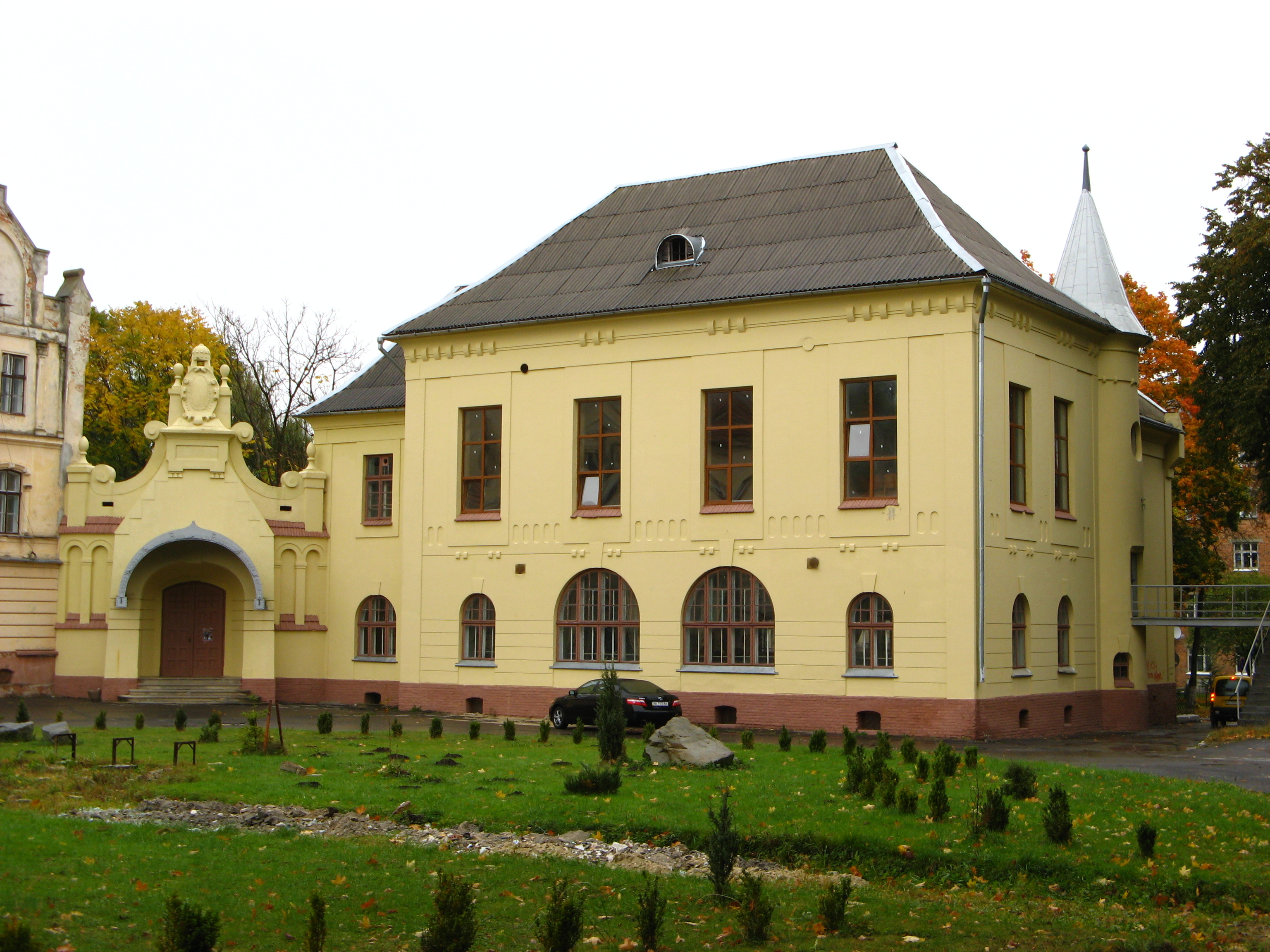
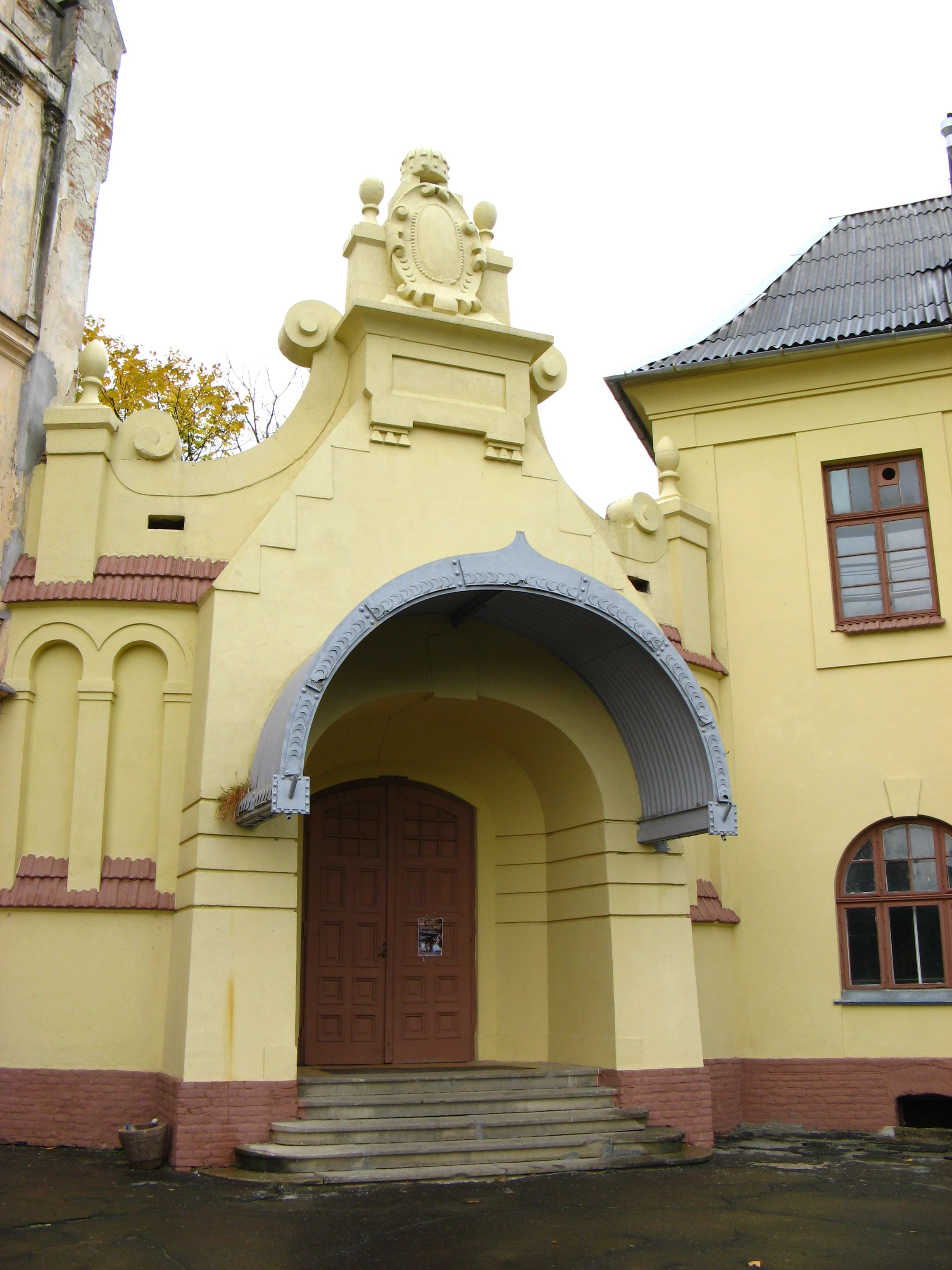
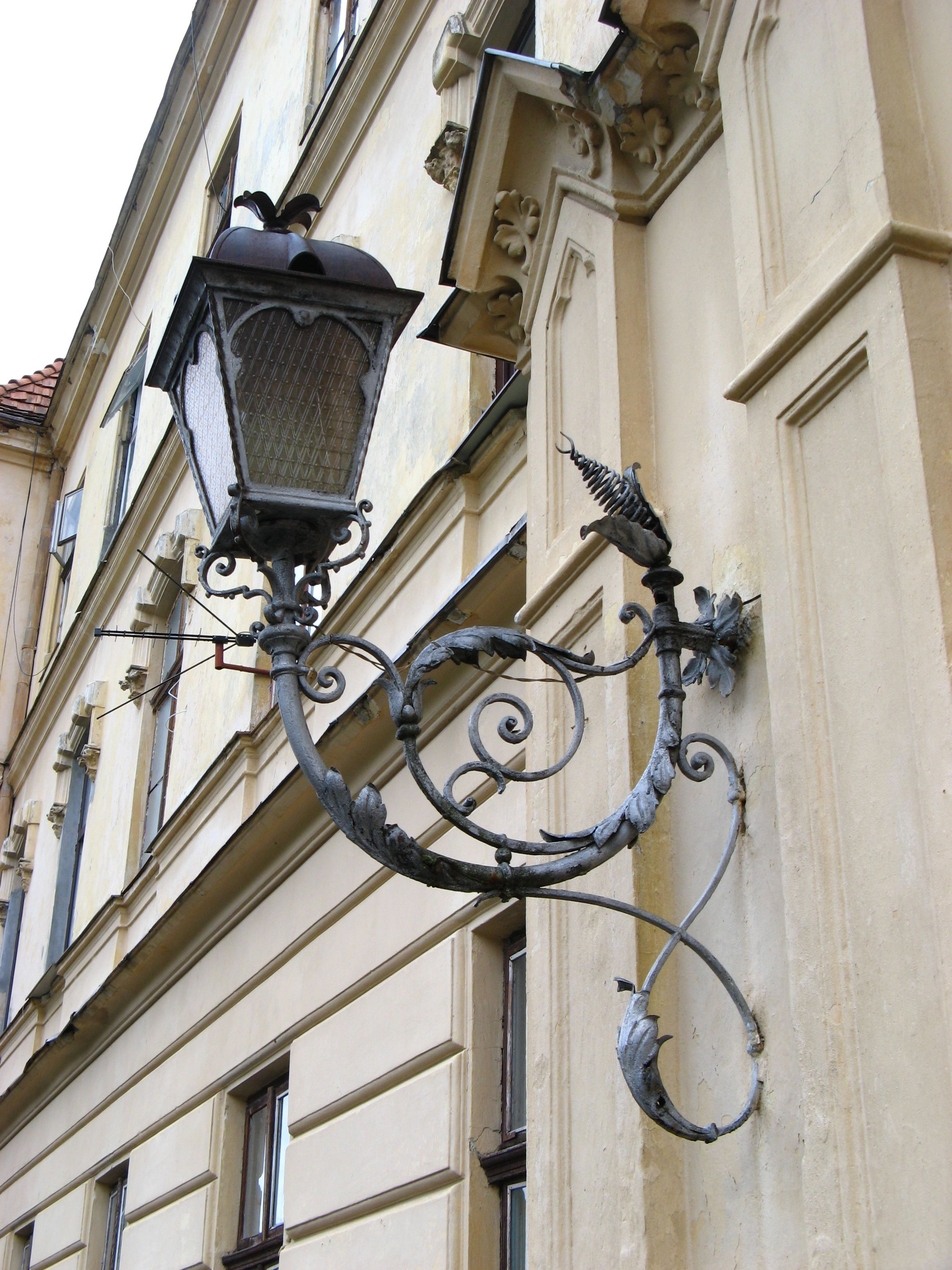
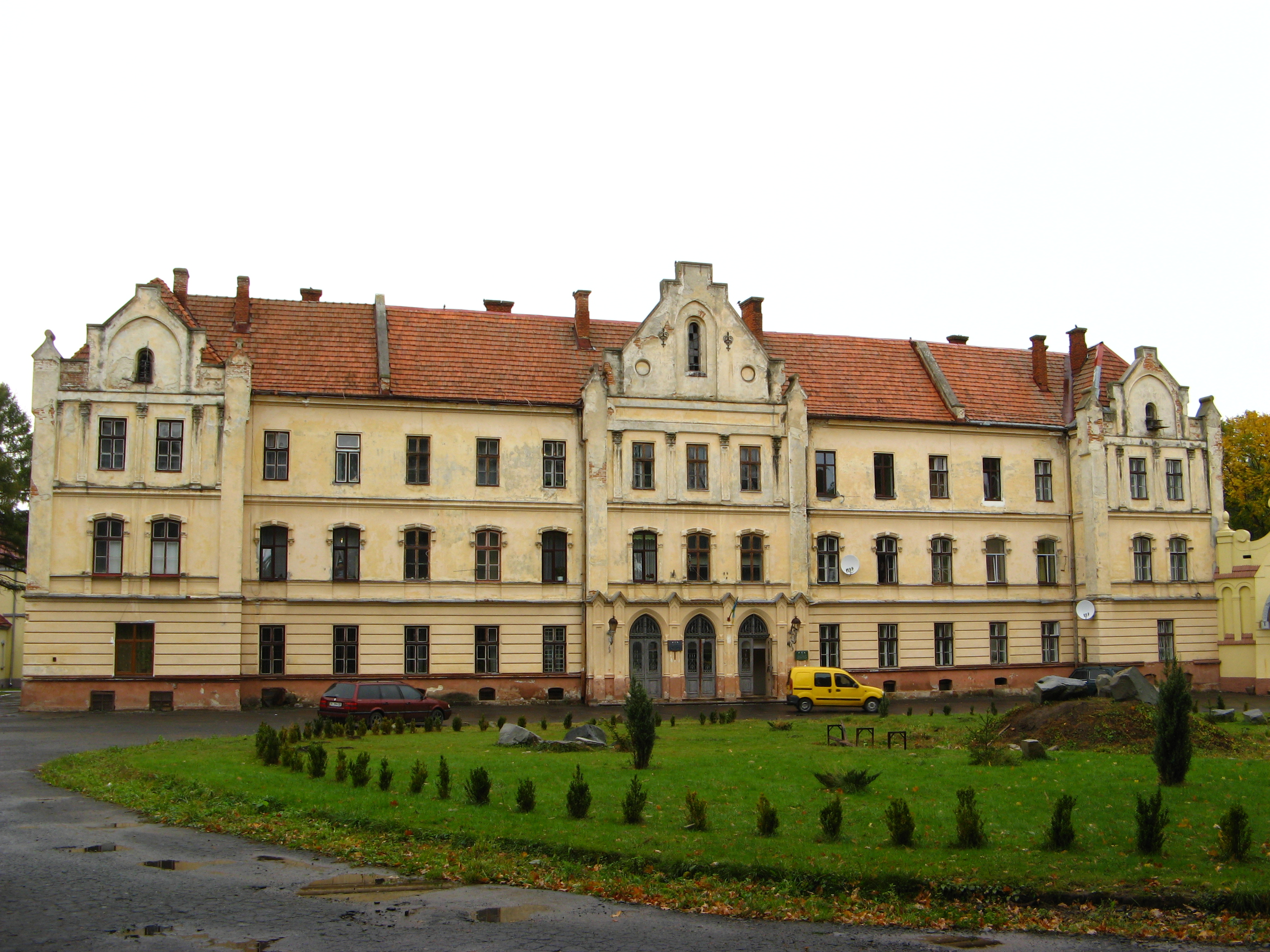
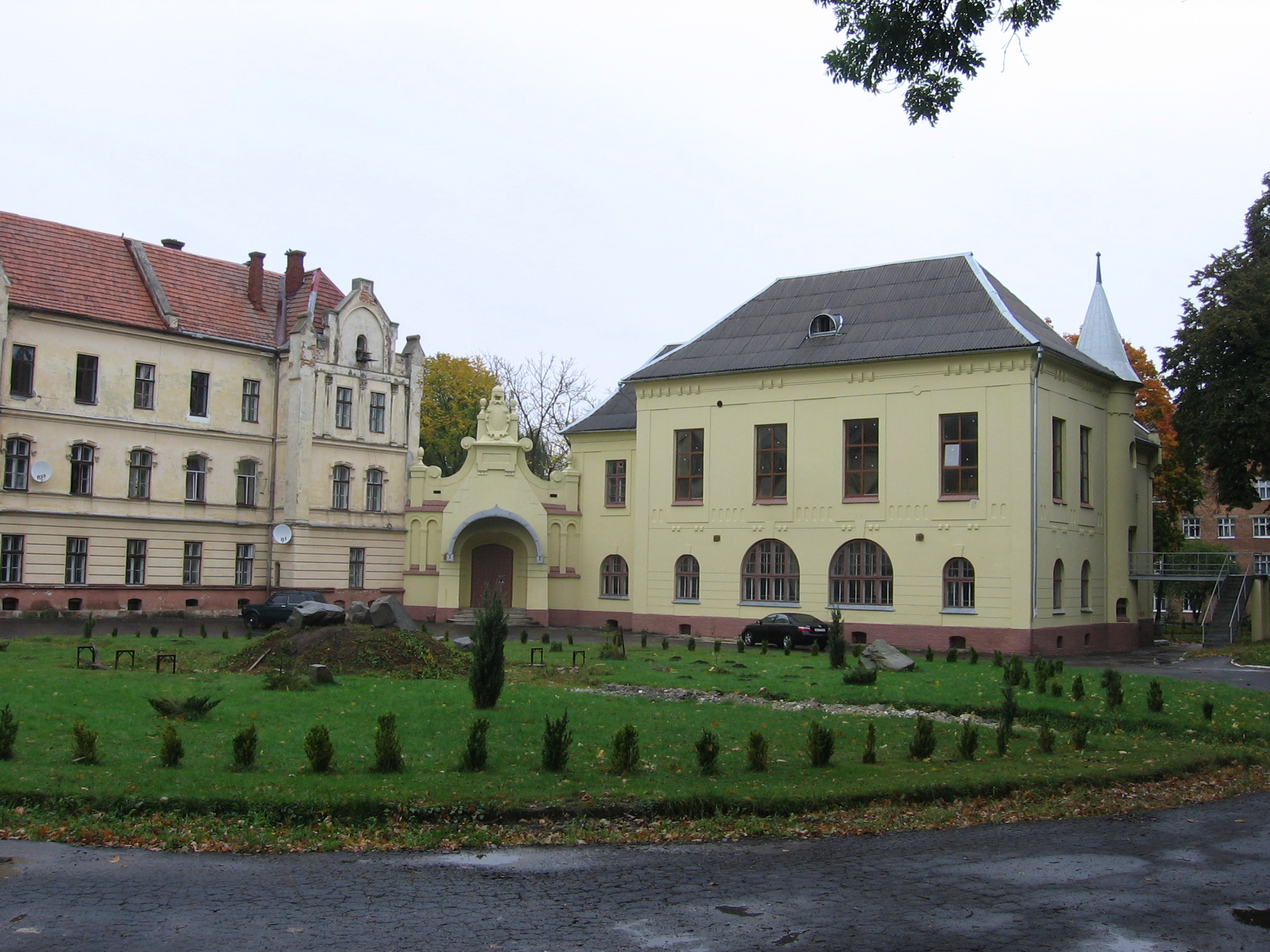

## Парк академії у Дублянах
1892 року за ініціативи професора ботаніки Ігнація Шишиловича створено дендропарк чи ботанічний сад та розсадник плодово-ягідних дерев, який був водночас частиною навчального процесу сільськогосподарської школи. У 1894 році його розширили. У парку ростуть катальпа, біла акація, сосна чорна, магнолія, бук європейський, каштан кінський, форзиція.
У 60-х роках ХХ століття було впорядковано територію сільськогосподарського інституту та з'явився новий парк, з цінних порід тут було насаджено тую західну, ялину колючу, сосну Веймута, липу крупнолисту, дейцію, спірею, горобину, оцтове дерево. Оскільки парк є частиною навчального процесу, тут також висаджено головні лісотвірні породи: дуб черещатий, бук лісовий, ясен звичайний, сосна звичайна, ялина європейська, модрина польська, береза поникла та інші.